# Er und sein Diener
Er und sein Diener (Alternativtitel Raffke wider Willen) ist eine ungarisch-deutsche Filmkomödie von Stefan Székely aus dem Jahr 1931, die mit Oscar Sabo, Else Reval, Paul Henckels und Liselott Schaak in den Hauptrollen besetzt ist. Das Drehbuch des Films beruht auf dem Lustspiel Hypolit, der Lakai (Hyppolit a lakáj) von Stefan István Zágon. 

## Handlung
Da die Frau des Spediteurs Schneider nach Höherem strebt, stellt sie einen vornehmen Diener mit Namen Hyppolit ein, der zuvor bei einem Grafen in Diensten stand. Ihr Mann hält nicht viel davon, lässt sie aber gewähren. Schon Schneiders Vorfahren haben das Speditionsunternehmen aufgebaut und Schneider selbst hat es dank seiner beharrlichen Arbeit so weit gebracht, dass er seine Tage gemeinsam mit seiner Familie beschaulich in einer eigenen Villa verbringen kann.
Hyppolit versucht nun, die Familie, zu der noch Tochter Elly gehört, nach der von ihm für richtig befundenen Etikette zu formen. Dazu gehört auch eine neue Einrichtung der Villa sowie die Order, dass Schneider nun zum Abendessen im Smoking erscheinen muss. Frau Schneider darf nur noch kleine Häppchen zu sich nehmen und ist angehalten, Gymnastik zu treiben, um schlanker zu werden. Herrn Schneider verordnet Hyppolit gar eine Freundin, da das so Usus bei höhergestellten Familien sei. Einzig Elli lässt Hyppolit im Großen und Ganzen gewähren. Die junge Frau hat sich in den Chauffeur der Familie verliebt, der eigentlich Ingenieur ist, und der, wie Hyppolit, bei der gräflichen Familie angestellt war. Das strenge Regiment, das Hyppolit führt, führt dazu, dass alle Betroffenen hinter Hyppolits Rücken versuchen, ihr altes Leben weitgehend weiterzuführen, wodurch sich so manche Verwicklungen ergeben. So geht Frau Schneider nicht, wie von Hyppolit gefordert, in die Oper, sondern sucht ein Restaurant auf, um sich wieder einmal richtig satt zu essen. Von Schneider verlangt die neue Vornehmheit, in eine Bar zu gehen. Dort lernt er die Tänzerin Karola kennen und verabredet sich mit ihr zu einem Stelldichein. Da er zu diesem Zeitpunkt schon einiges getrunken hat, macht er sich nicht bewusst, dass er eigentlich gar nicht mehr Herr seiner Entschlüsse ist, sondern nach den Spielregeln seines Dieners tanzen muss.
Hyppolit hat nämlich beschlossen, dass die Einweihung der neu ausgestatteten Villa der Schneiders mit einem Einweihungsfest begangen werden muss. Wegen dieser Verpflichtung kann Herr Schneider sein Rendezvous mit Karola nicht einhalten. Die Tänzerin ist darüber so verärgert, dass sie auf dem Einweihungsfest erscheint. Etwas Gutes hat Karolas Erscheinen jedoch, ohne es zu wissen und zu wollen, wird sie zur Mittlerin zwischen Elly Schneider und dem jungen Chauffeur Frank. Allerdings ist die „feine Gesellschaft“ über die unbekümmert und keck auftretende Tänzerin derart schockiert, da ihre tolle Ausgelassenheit so gar nicht in ihr Weltbild passt, dass das Gros der geladenen Gäste empört von dannen rauscht.
Das führt letztendlich dazu, dass Herr Schneider genug von der Scharade hat und Hyppolit entlässt, um endlich wieder sein gewohntes Leben führen zu können. Er erlaubt seiner Tochter, dass sie sich mit dem Ingenieur Frank verlobt und genießt es, wieder Zeit für seinen geliebten Stammtisch zu haben und dort sein Gulasch genießen zu können. Und auch Zuhause kehrt wieder Ruhe und Gemütlichkeit ein.

## Produktion

### Produktionsnotizen, Dreharbeiten
Josef Stein war als Produktionsmanager für den Film verantwortlich. Die Dreharbeiten erstreckten sich über den Zeitraum Juli 1931 bis August 1931 und fanden in den Hunnia-Ateliers in Budapest statt. Bei einer Zensurprüfung am 17. September 1931 (B 29923) erhielt der Film ein „Jugendverbot“, bei einer nachfolgenden Prüfung am 18. September 1931 (B 29923) wurde er für „Jugendfrei“ erklärt.
Die Originalfassung dieses Films mit ungarischen Schauspielern gilt als Klassiker des ungarischen Films. Die deutsche Fassung stellt eine Version davon dar.

### Veröffentlichung
Die Uraufführung des Films fand am 25. September 1931 im Ufa-Theater Universum in Berlin statt. In Portugal wurde der Film am 30. Dezember 1935 unter dem Titel Criado e Senhor veröffentlicht. In Österreich lief er ebenfalls unter dem Titel Er und sein Diener.
Der Verleih des Films für Österreich lag bei Norbert & Co., Wien VII., der Verleih für die damalige ČSR bei Meissner-Film, Prag II.

## Kritik
Edith Hamann äußerte sich zu dem Film in der Filmwoche: „Es ist Oscar Sabo, dessen gemütlicher Humor die ganze Angelegenheit trägt – sein Diener steht gravitätisch auf Paul Henckels’ dünnen Beinen. Die hübsche Lieselott Schaak ist von erfreulicher Einfachheit, Robert Thoeren ein geschmackvoller Liebhaber. Sehr komisch Else Reval und Ernst Senesch – Paul Heidemann und Annie Markart nicht frei von Übertreibungen. Das Ganze fällt keinesfalls aus dem Rahmen der momentan üblichen Lustspiele, wenn auch die Regie des begabten Ungarn Stefan Székely (der uns schon mal mit den Seitensprüngen erfreute) feinfühliger ist als die vieler Kollegen. Aber etwas mehr heimatliches Gewürz kann nicht schaden, Herr Székely!“